# Saint-Martin-de-Bossenay

Saint-Martin-de-Bossenay este o comună în departamentul Aube din nord-estul Franței. În 1 ianuarie 2022 avea o populație de 350 de locuitori.